# Макомер
Макомер (італ. Macomer, сард. Macumere) — муніципалітет в Італії, у регіоні Сардинія,  провінція Нуоро.
Макомер розташований на відстані близько 360 км на південний захід від Рима, 120 км на північ від Кальярі, 50 км на захід від Нуоро.
Населення — 10 295 осіб (2014).
Покровитель — San Pantaleo.

## Демографія
Населення за роками:

Станом на 1 січня 2023 року в муніципалітеті офіційно проживали 253 іноземці з 34 країн, серед них 53 громадяни країн Євросоюзу та 4 громадяни України.

## Сусідні муніципалітети
- Бірорі
- Болотана
- Бонорва
- Бороре
- Бортігалі
- Скано-ді-Монтіферро
- Семестене
- Сіндія